# Филологически факултет (Скопски университет)
Филологическият факултет „Блаже Конески“ (на македонска литературна норма: Филолошки факултет „Блаже Конески“) към Скопския университет „Св. св. Кирил и Методий“ е най-високата обществена, образователна и научна институция в областта на филологическите науки в Северна Македония.
Филологическият факултет е основан със закон за създаване на университет в Скопие в 1945 година и със специално решение в 1946 година на Социалистическа република Македония, но като самостоятелна институция Филологическият факултет съществува от 1974 година. В 1995 година Филологическият факултет е преименуван на Филологически факултет „Блаже Конески“.

## Катедри
Бакалавърската степен в университета продължава четири години, а от 2005 година преподаването се извършва според критериите на европейската кредитна система и Болонската декларация. Учебено-научната работа на факултета е организирана и се осъществява чрез десет катедри.
- Катедра по македонски език и южнославянски езици
- Катедра по македонска книжовност и южнославянски книжовности
- Катедра по албански език и албанска книжовност
- Катедра по турски език и турска книжовност
- Катедра по славистика
- Катедра по романски езици и книжовности
- Катедра по немски език и немска книжовност
- Катедра по английски език и английска книжовност
- Катедра по обща и сравнителна книжовност
- Kатедра по превод и тълкуване